# Aristolochia occidentalis
Aristolochia occidentalis är en piprankeväxtart som beskrevs av F. J. Santana-michel & S. Lemus Juarez. Aristolochia occidentalis ingår i släktet piprankor, och familjen piprankeväxter. Inga underarter finns listade i Catalogue of Life.